# Wanderer W23S
De Wanderer W23S was een stafwagen van Wanderer geproduceerd voor het Duitse leger. Van de Wanderer W23S zijn er ongeveer 1800 exemplaren van geproduceerd van 1937 tot en met 1939. De wagen was gebaseerd op de burgerversie, de Wanderer W23.
Aanpassingen aan deze wagen waren onder meer dat het een conventionele achteras had en de wielbasis die bij de burgerversie 2.900 mm lang was, was verlengd tot 3.100 mm, wat ervoor zorgde dat de stafwagen soms problemen in het terrein kon ondervinden.
De wagen had een topsnelheid van 90km/h en had plaats voor vier personen. Van deze wagen is er anno 2011 maar één rijdend exemplaar bekend.